# Parachordeumium amphiurae
Parachordeumium amphiurae is een eenoogkreeftjessoort uit de familie van de Chordeumiidae. De wetenschappelijke naam van de soort is voor het eerst geldig gepubliceerd in 1906 door Hérouard.